# Rezervația naturală Dubăsari
Dubăsari este o rezervație naturală silvică în raionul Criuleni, Republica Moldova. Este amplasată în ocolul silvic Grigoriopol, Dubăsari, parcela 38, subparcelele 14, 20-22. Are o suprafață de 93 ha. Obiectul este administrat de Gospodăria Silvică de Stat Bender.